# Menonvillea
Menonvillea là chi thực vật có hoa trong họ Cải.